# 自卑亭
自卑亭（じひてい）は、中華人民共和国湖南省長沙市岳麓区にある亭。

## 名字
自卑亭の名は四書の『中庸』の句から取っている。「君子之道、譬如遠行、必自邇。譬如登高、必自卑。」

## 歴史
1688年（清の康熙27年）、当時の長沙の郡丞であった趙寧によって建立された。1812年（嘉慶17年）、岳麓書院院長の彭名曜は自卑亭を今の住所に引っ越しました。現存の自卑亭は1861年（咸豊10年）に再建された。